# Jordan Loyd
Jordan Loyd (ur. 27 lipca 1993 w Atlancie) – polsko-amerykański koszykarz, występujący na pozycjach rozgrywającego oraz rzucającego obrońcy, mistrz NBA z 2019, aktualnie zawodnik AS Monaco.
W 2017 reprezentował Indianę Pacers podczas letniej ligi NBA w Orlando oraz Toronto Raptors w Las Vegas. Rok później także reprezentował Raptors.
5 sierpnia 2019 dołączył do hiszpańskiej Walencji Basket.
1 lipca 2020 został zawodnikiem serbskiej Crvenej Zvezdy MTS. 14 czerwca 2021 dołączył do rosyjskiego Zenitu Petersburg. 31 lipca 2025 otrzymał polskie obywatelstwo razem z Jerrickien Hardingiem.

## Osiągnięcia
Stan na 16 grudnia 2021, na podstawie, o ile nie zaznaczono inaczej.
NCAA II
- Zaliczony do I składu:
  - GLVC (2016)
  - defensywnego GLVC (2016)

Drużynowe
- Mistrz:
  - Ligi Adriatyckiej (2021)
  - Serbii (2021)
- Zdobywca Pucharu Serbii (2021)

Indywidualne
- MVP kolejki Euroligi (2 – 2020/2021)[7]
- Zaliczony do:
  - I składu:
    - Ligi Adriatyckiej (2021)[8]
    - G-League (2019)[9]

  - II składu ligi izraelskiej (2018)
- Uczestnik meczu gwiazd ligi izraelskiej (2018)

NBA
- Mistrz NBA (2019)